# 良才インターチェンジ
良才インターチェンジ（ヤンジェインターチェンジ）は大韓民国ソウル特別市瑞草区にある京釜高速道路のインターチェンジである。京釜高速道路の終点であり、京釜幹線道路の起点である。 
2002年の路線体系改正で京釜高速道路の路線短縮により、このインターチェンジが京釜高速道路の終点になった。このインターチェンジの間に韓国道路公社の管轄区間とソウル特別市の管轄区間が分割される。

## 歴史
- 1988年6月 - 開設。
- 2002年12月5日 - 路線体系改正で京釜高速道路の路線短縮により、このインターチェンジが京釜高速道路の終点になった。
- 2013年7月15日 - 新良材インターチェンジを開設[1]。

## 周辺
- ●新盆唐線良才市民の森駅

## 隣
京釜高速道路
(48-1) 金土JCT - ソウル出会いの広場SA（釜山方面のみ） - (49) 良才IC
京釜幹線道路
(49) 良才IC - 瑞草IC